# IC 3629
IC 3629 ist eine Spiralgalaxie vom Hubble-Typ Sbc im Sternbild des Haar der Berenike am Nordsternhimmel. Sie ist schätzungsweise 618 Millionen Lichtjahre von der Milchstraße entfernt und hat einen Durchmesser von etwa 130.000 Lichtjahren. Unter der Katalognummer VCC 1808 ist sie als Mitglied des Virgo-Galaxienhaufens aufgeführt.

Im selben Himmelsareal befinden sich u. a. die Galaxien NGC 4611, NGC 4584, IC 3611, IC 3613.
Das Objekt wurde am 10. Mai 1904 von Royal Harwood Frost entdeckt.